# Mikrokosmos
Mikrokosmos Sz. 107, BB 105 è un'opera per pianoforte del compositore ungherese Béla Bartók scritta fra il 1926 e il 1939; l'opera consta in 153 pezzi di difficoltà progressiva destinati allo studio dello strumento.

## Storia
Dopo aver composto Il mandarino meraviglioso fra il 1918 e il 1919, Bartók affrontò nei primi anni '20 un periodo di crisi creativa, aggravata dalle sue vicende personali che gli crearono difficoltà e sconforto. Dopo aver partecipato durante il governo di Béla Kun al Direttorio musicale, il compositore fu attaccato politicamente con violenza, rischiando anche di perdere la cattedra di pianoforte in conservatorio; tutto questo, unito a difficoltà familiari, gli impedirono di esprimersi in nuove composizioni. Nel 1926, dopo l'esito disastroso della prima rappresentazione de Il mandarino meraviglioso, si convinse che la tutta la sua musica non fosse apprezzata dal pubblico. Pensò quindi di dedicarsi nuovamente al pianoforte, cercando stimoli per una nuova fase creativa. Realizzò quindi la Sonata, la suite All'aria aperta e il Concerto n. 1, dopo di che si dedicò alla scrittura di una raccolta di piccoli pezzi di difficoltà crescente, inizialmente composti con scopo didattico per il suo secondo figlio, Péter. L'opera, intitolata Mikrokosmos, fu integrata e perfezionata dall'autore per ben tredici anni, terminandola nel 1939. La raccolta, in sei volumi, fu pubblicata nel 1940. 

Bartók non era nuovo all'intento didattico; egli aveva già composto, fra il 1908 e il 1909, 85 pezzi per bambini che poi revisionò nel 1945 pubblicandoli col titolo For Children. 
Nel 1940 il compositore creò una versione per due pianoforti di sette pezzi tratti da Mikrokosmos, cercando di realizzare una sorta di summa della sua ricerca tecnico-didattica sul pianoforte. La raccolta comprende:
- 1. Ritmo bulgaro (IV, 113)
- 2. Studi sugli accordi (III, 69)
- 3. Perpetuum mobile (V, 135)
- 4. Staccato e legato (V, 123)
- 5. Nuova canzone popolare ungherese (V, 127)
- 6. Invenzione cromatica (VI, 145)
- 7. Ostinato (VI, 146)

I brani, che sono fra i più rappresentativi e tecnicamente difficili di Mikrokosmos, furono eseguiti per la prima volta a Budapest il 29 gennaio del 1940. 

## Analisi
Il titolo dell'opera può essere inteso sia come "Piccolo mondo" sia come "Mondo dei piccoli" indicando come il lavoro, oltre ad essere destinato a giovani pianisti, racchiudesse anche tutti i vari aspetti del mondo musicale.

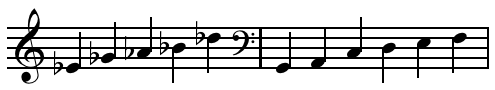
L'inizio di "Canottaggio" (V, 125) in Mikrokosmos di Béla Bartók, esempio di politonalità

Bartók con la sua raccolta segue l'esempio di molti musicisti che nel passato avevano dedicato loro opere alla didattica, da Bach (Piccolo libro di Anna Magdalena Bach), a Schumann (Album per la gioventù) e, più recentemente, Prokof'ev (Dodici pezzi per l'infanzia). 

L'opera consiste di 153 piccoli pezzi progressivi, ognuno dei quali dura spesso meno di un minuto, altri poco di più e soltanto uno supera i tre minuti di esecuzione. La difficoltà è crescente, si passa dai primi pezzi all'unisono di sole otto battute a brani più complessi, fino a giungere al celebre Ostinato e alle Sei danze su ritmi bulgari dal virtuosismo di stampo concertistico, dal sesto volume.

Il lavoro non prende in considerazione esclusivamente la musica per pianoforte solo, ma comprende anche brani in cui è previsto il canto con accompagnamento e altri per esecuzione a quattro mani o per due pianoforti.
Mikrokosmos, senza voler essere un vero e proprio metodo per lo studio dello strumento, è diventato un punto fermo per la didattica pianistica; Bartók insegna a suonare il pianoforte legando strettamente la sua metodologia all'evoluzione del linguaggio musicale moderno; i suoi brani conducono attraverso le difficoltà elementari, quali lo staccato o le mani incrociate, passando ad aspetti tecnico-compositivi come la scala pentatonica o ritmi asimmetrici, fino alla politonalità con pezzi che presentano tonalità diverse fra mano destra e mano sinistra. Notevole è inoltre l'importanza che il compositore dà all'utilizzo del folklore musicale, azzardando anche contaminazioni fra melodie tipicamente ungheresi e altre bulgare, con sconfinamenti in motivi orientaleggianti; non mancano omaggi a compositori del passato: Johann Sebastian Bach (III, 79) e Robert Schumann (III, 80). 
I volumi cinque e sei sono pensati come pezzi da concerto per professionisti; fra i pianisti che hanno registrato tutti i sei volumi si annoverano György Sándor, Homero Francesch, Zoltán Kocsis, Jenő Jandó, Claude Helffer, Dezső Ránki.

## Realizzazioni coreografiche
Nel 1950 la coreografa svedeseBirgit Cullberg creò un balletto su alcuni pezzi del Mikrokosmos orchestrati da Herbert Sandlerg; il lavoro, intitolato Medea, fu rappresentato la prima volta il 31 ottobre 1950 al Riksteatern di Gävle con Maurice Béjart e Anne Marie Lageborg come interpreti principali. Il balletto prende spunto dalla tragedia di Euripide nerrando la vicenda di Giasone e Medea in tutta la sua drammaticità ben rimarcata dalla musica forte e incisiva di Bartók 

Nel 1987 un'altra coreografa, la belga Anne Teresa De Keersmaeker, realizzò per la Compagnie Rosas di Bruxelles, un nuovo balletto intitolato Bartók/Mikrokosmos, utilizzando la versione di Bartók per due pianoforti di sette pezzi tratti da Mikrokosmos e il suo Quartetto n. 4.